# 490'erne
Århundreder: 4. århundrede – 5. århundrede – 6. århundrede
Årtier: 440'erne 450'erne 460'erne 470'erne 480'erne – 490'erne – 500'erne 510'erne 520'erne 530'erne 540'erne
År: 490 491 492 493 494 495 496 497 498 499